# NGC 5863
NGC 5863 في الفهرس العام الجديد، هي مجرة، تقع في كوكبة الميزان. اكتشفت في 1886 بواسطة أورموند ستون.

## روابط خارجية
- NGC 5863 على موقع ويكي سكاي: DSS2, SDSS, GALEX, IRAS, Hydrogen α, X-Ray, Astrophoto, Sky Map, Articles and images